# Минатитлан (муниципалитет Колимы)
Минатитла́н (исп. Minatitlán) — муниципалитет в Мексике, в штате Колима, с административным центром в одноимённом городе. Численность населения, по данным переписи 2020 года, составила 10 231 человек.

## Общие сведения
Название Minatitlán составное: Mina — в честь испанского военного, а позднее мексиканского партизана Франсиско Хавьера Мины, titlan с языка науатль можно перевести как: место обитания.
Площадь муниципалитета равна 414,9 км², что составляет 7,4 % от общей площади штата, а наиболее высоко расположенное поселение Эль-Терреро находится на высоте 2220 метров.
Он граничит с другими муниципалитетами штата Колима: на востоке с Комалой и Вилья-де-Альваресом, на юге с Кокиматланом и Мансанильо, а на севере и западе граничит с другим штатом Мексики — Халиско.

## Учреждение и состав
Муниципалитет несколько раз сформировывался и расформировывался, и окончательно был образован в 1932 году.
По данным 2020 года в его состав входит 38 населённых пунктов, самые крупные из которых:
| Код INEGI                  | Населённый пункт                                                                       | Численность населения (2005 год) | Численность населения (2010 год) | Численность населения (2020 год) |
| -------------------------- | -------------------------------------------------------------------------------------- | -------------------------------- | -------------------------------- | -------------------------------- |
| 008                        | Всего                                                                                  | 7478                             | 8174                             | 10231                            |
| 0001                       | Минатитлан (исп. Minatitlán) 19°23′10″ с. ш. 104°02′59″ з. д. (административный центр) | 3961                             | 4588                             | 6075                             |
| 0051                       | Пенья-Колорада (исп. Benito Juárez de Peña Colorada) 19°21′44″ с. ш. 104°05′30″ з. д.  | 989                              | 918                              | 1148                             |
| 0048                       | Патикахо (исп. Paticajo) 19°18′07″ с. ш. 104°09′12″ з. д.                              | 654                              | 718                              | 1009                             |
| 0017                       | Ла-Лома (исп. La Loma) 19°28′43″ с. ш. 104°02′49″ з. д.                                | 301                              | 309                              | 341                              |
| 0003                       | Агуа-Салада (исп. Agua Salada) 19°26′34″ с. ш. 104°02′33″ з. д.                        | 215                              | 278                              | 326                              |
| 0035                       | Сан-Антонио (исп. San Antonio) 19°25′32″ с. ш. 104°01′24″ з. д.                        | 219                              | 205                              | 244                              |
| —                          | Прочие                                                                                 | 1139                             | 1158                             | 1088                             |
| Названия на карте Генштаба |                                                                                        |                                  |                                  |                                  |

## Экономическая деятельность
По статистическим данным 2000 года, работоспособное население занято по секторам экономики в следующих пропорциях:
- сельское хозяйство, животноводство и рыбная ловля — 28,3 %;
- промышленность и строительство — 38,5 %;
- торговля, сферы услуг и туризма — 30 %;
- безработные — 3,2 %.

## Инфраструктура
По статистическим данным 2020 года, инфраструктура развита следующим образом:
- электрификация: 97 %;
- водоснабжение: 82,4 %;
- водоотведение: 95,6 %.

## Фотографии
| - Строительство водопровода около Пенья-Колорады - Ущелье на реке Эль-Сальто - Медицинский центр в Патикахо |